# Egidio Reale
Egidio Reale (* 24. April 1888 in Lecce; † 1. November 1958 in Locarno) war ein italienischer Antifaschist und Diplomat.

## Leben
Egidio Reale war ein Bruder von Oronzo Reale. Er wurde als Soldat im Ersten Weltkrieg eingesetzt. Er studierte Rechtswissenschaft und übte in Rom den Beruf des Rechtsanwaltes aus. Er beteiligte sich aktiv am Kampf gegen den Faschismus.
Er war Mitglied in der Leitung der Partito Repubblicano Italiano. 1926 migrierte er, um einer Verhaftung zu entgehen, in die Schweiz. Mit Carlo Rosselli, Guglielmo Ferrero und Gaetano Salvemini bildete er die antifaschistische Gruppe Giustizia e Libertà.
Reale lehrte an der Genfer Hochschulinstitut für internationale Studien und an Gymnasien im Tessin. Er veröffentlichte in Zeitschriften in verschiedenen Staaten, zahlreiche Studien zu juristischen, historischen und politischen Themen. Er vertritt in seinen Arbeiten stets demokratische und liberale Prinzipien, gegen Faschismus und Nazismus. Ab dem 2. Februar 1944 war er Geschäftsträger der Königlichen Italienischen Gesandtschaft in Bern. Von 1947 bis 1955 war er Botschafter in Bern. Zu seinen Aufgabenfeldern gehörte Einwanderung. Nach 1955 saß er der italienischen Kommission bei der UNESCO vor.
Der Nachlass von Egidio Reale (Korrespondenz) befindet sich im Italienischen Nationalarchiv in Rom (Archivio Centrale dello Stato).